# Congo Bill (filmový seriál)
Congo Bill je americký akční filmový seriál z roku 1948 režisérů Spencera Gordona Benneta a Thomase Carra, vyrobený studiem Columbia Pictures. Jedná se o adaptaci stejnojmenného komiksu vydavatelství DC Comics. Černobílý filmový seriál, který byl rozdělen do patnácti částí, měl premiéru 28. října 1948, v titulní roli se představil Don McGuire.

## Příběh
Ruth Culverová zdědí rodinné bohatství, sama je však nezvěstná kdesi v Africe. Po jejích stopách se vydá dobrodruh Congo Bill, aby ji přivedl zpět do civilizace. Sleduje přitom legendu o záhadné Bílé královně.

## Obsazení
- Don McGuire jako Congo Bill
- Cleo Moore jako královna Lureen / Ruth Culverová
- Jack Ingram jako Cameron
- I. Stanford Jolley jako Bernie McGraw
- Leonard Penn jako Andre Bocar
- Nelson Leigh jako doktor Greenway
- Charles King jako Kleeg
- Armida Vendrell jako Zalea
- Hugh Prosser jako Morelli
- Neyle Morrow jako Kahla
- Fred Graham jako Villabo
- Rusty Wescoatt jako Ivan
- Anthony Warde jako Rogan
- Stephen Carr jako Tom McGraw
- William Fawcett jako Blinky
- Knox Manning jako vypravěč
- Frank O'Connor jako Frank
- Eddie Parker jako mučitel
- Stanley Price jako Naguův přítel